# ليو جوردن
ليو جوردن (بالألمانية: Leo Jordan) (و. 1874 – 1940 م) هو فقيه لغوي، ولغوي، وأستاذ جامعي، من ألمانيا، ولد في باريس، توفي في ميونخ، عن عمر يناهز 66 عاماً.

## مناصب وهيئات
أدار جامعة لودفيش ماكسيميليان في ميونخ.